# 도쿄도 교통국 5500형 전동차 (궤도)

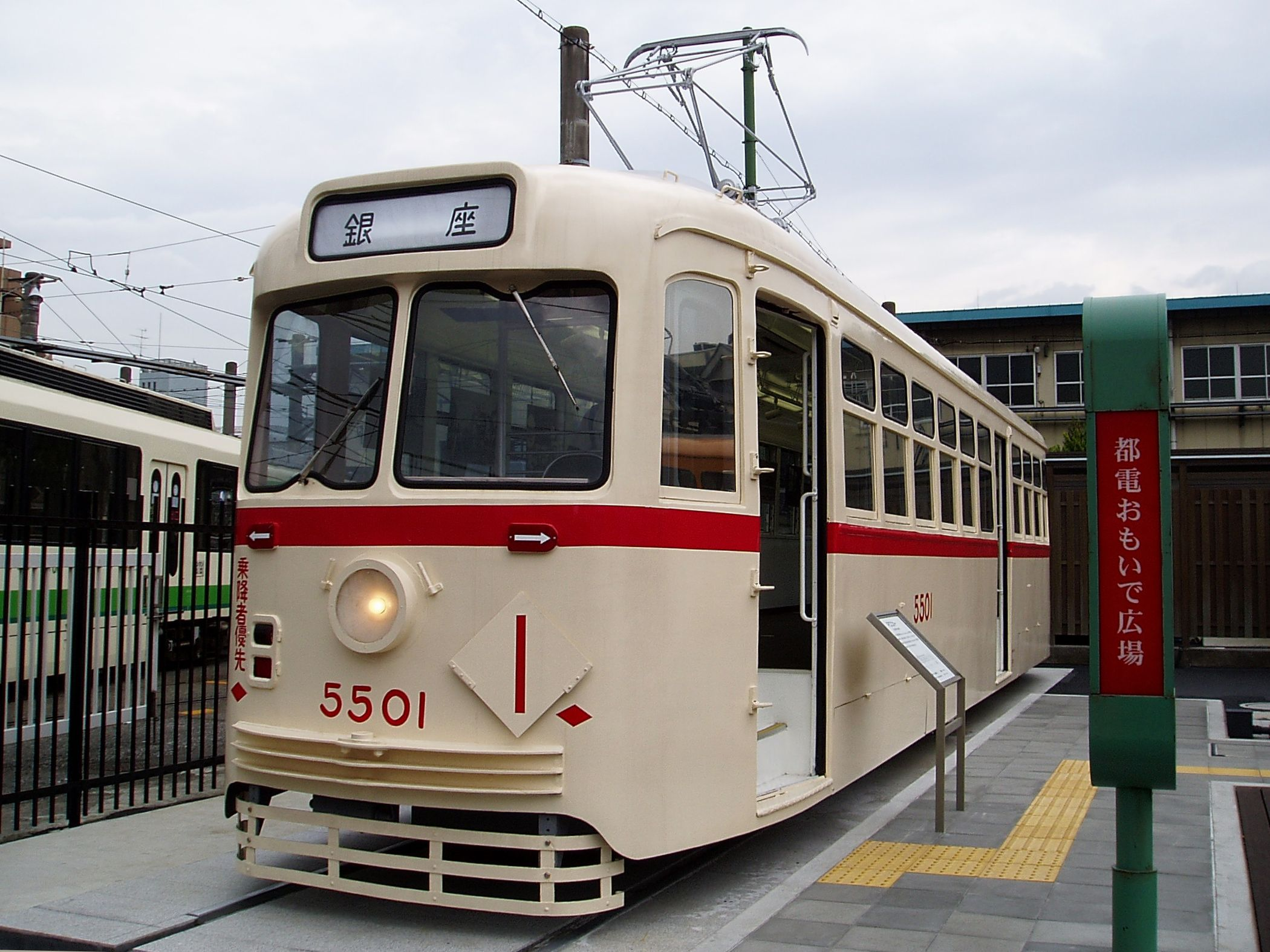
5500형 전차

도쿄도 교통국 5500형 전차(일본어: 東京都交通局5000形電車)는 1953년에 등장한 도쿄도 교통국의 노면전차(통칭: 도덴/일본어: 都電, とでん)차량이다.
영업 개시 초기에는 '방진방음전차(防振防音電車)' 또는 '일본제 PPC카'로 불렸다.

## 개요
미국에서 개발된 PPC CAR의 라이선스를 웨스팅하우스 일렉트릭사에서 구입하고 그 기술을 도입해서 제작한 차량이다. 처음으로 만들어진 차량은 5502호차였다. 도덴 차량 최초의 카르단 구동 방식이며, 집전장치로 팬터그래프를 채택했다. 제동장치도 전기지령식을 채택하였다. 지붕에는 환기장치로 환데리아를 탑재하고 있다.
5502호차의 주요기기 류는 원래 6500형용으로 준비한 것이지만 5501호차의 공기 지연으로 시민의 신차 도입에 대힌 기대에 부응하기 위해 갑작스럽게 5501호차와 동등한 차체를 만들고 5502호차에 유용한 것이다. 5501호차와 달리 전장품은 미쓰비시 전기, 바퀴는 스미토모금속공업 제이다. 차체는 나니와공기에서 제작했다. 이 제작사 3개 회사의 머리 문자를 합쳐서 'MSN차'라고 부르기도 한다. 그래서 6500형 전차의 전장품은 후일 다시 동일한 사양으로 재발주되었다.
그리고 1954년에는 5501호차가 제작되었다. 준공 초기에는 수동 제어기로 조작하는 방법이 아니라 일본의 철도차량으로서는 드문 미국 PPC카의 표준 장비인 자동차와 같은 페달식을 채택했다. 또 바퀴 부분에 커버가 있는 점도 특징이다. 미국제 부품도 일부 채택되어 있는 점이 특필된다. 바퀴는 내측 테두리이며 레일 압착 브레이크, 직각 카르단 구동 방식, 주전동기는 각각의 바퀴에 양축 모터 1기를 장착하고 있다. 차체 외관도 5502, 5503-5507호차와 크게 다르다.
1954년부터 1955년 사이에 5502, 5501호차 이외에 5503-5507호차가 만들어졌다. 이 5량이 5500형의 양산차로 할 수 있다. 다만, 운전방법은 5502호차와 같은 수동 제동기방식이고 페달방식은 채택하지 않았다. 차체는 세부를 제외하고 5502호차를 바탕으로 만들어졌다.

## 운용과 폐차
구조가 특수하고 차체가 커서 1계통 이외의 노선에는 운행할 수가 없고 또 다른 도덴 차량과 비교해서 특수한 전장품의 구조가 보수면에서 수고가 많았기 때문(시바우라에 있던 차량공장에 가까운 미타차고에 배치한 이유도 바로 그것이다)에 1967년 1월 제1차 도덴 본격 철거 개시와 동시에 폐차되었다.
그 후 5502-5507호차는 폐차 및 해체되었으나 5501호차는 우에노 공원에 보존되었다. 그러나 옥외 전시로 인해 노후화가 진행하고 1991년에 아라카와 차고로 이동하였으며, 복원공사가 실시되었다. 다시 옥외에서 보존되어 최근에는 차체가 상당히 부식하고 있었다. 2007년 3월에는 5월 26일부터 개장된 도덴 오모이데 광장에 전시를 위해 재정비되어 보존하였다.